# Бугай (Буський повіт)
Буґай (пол. Bugaj) — село в Польщі, у гміні Ґнойно Буського повіту Свентокшиського воєводства.
Населення — 127 осіб (2011).
У 1975-1998 роках село належало до Келецького воєводства.

## Демографія
Демографічна структура на день 31 березня 2011 року:
|          | Загалом | Допрацездатний вік | Працездатний вік | Постпрацездатний вік |
| -------- | ------- | ------------------ | ---------------- | -------------------- |
| Чоловіки | 66      | 12                 | 41               | 13                   |
| Жінки    | 61      | 8                  | 36               | 17                   |
| Разом    | 127     | 20                 | 77               | 30                   |